# Zempoala, Veracruz
Zempoala är en ort i Mexiko.   Den ligger i kommunen Ursulo Galván och delstaten Veracruz, i den sydöstra delen av landet, 280 km öster om huvudstaden Mexico City. Zempoala ligger 32 meter över havet och antalet invånare är 9 436.
Terrängen runt Zempoala är platt, och sluttar österut. Runt Zempoala är det ganska tätbefolkat, med 172 invånare per kvadratkilometer. Zempoala är det största samhället i trakten. Trakten runt Zempoala består till största delen av jordbruksmark.